# Hindustani Covenant Church
Die Hindustani Covenant Church (HCC) ist eine evangelikale, kongregationalistisch organisierte Kirche in Indien. Sie ging aus der seit 1939 laufenden Missionsarbeit der Schwedischen Missionskirche hervor und wurde 1963 offiziell gegründet. Die HCC hat 111 Kirchengemeinden und fast 23.000 Mitglieder.

## Geschichte
1939 fiel die Entscheidung der Schwedischen Missionskirche, eine Missionsarbeit in Indien zu beginnen. 1940 kamen erste Missionare nach Bombay und Poona im Staat Maharashtra. 1948 expandierte die Arbeit nach Solapur, wo ein Gesundheitsprogramm für die abgelegenen Dörfer ins Leben gerufen wurde. 1963 wurde die Hindustani Covenant Church gegründet. Erster „Moderator“ wurde Pastor B. Thomas. Die Arbeit der Kirche expandierte weiter. Neben verschiedenen sozialen Projekten entstanden Gemeindegründungsarbeiten in Karnataka (1968), Orissa und Uttar Pradesh (2000), auf den Andamanen (2001), in Gujarat (2002), Goa (2003), Jammu und Kashmir (2004), Andhra Pradesh, Uttarakhand, Himachal Pradesh und Haryana (2005) und Bihar (2007).

## Soziale Arbeit
Mit einer Reihe diakonischer Arbeitszweige versucht die Hindustani Covenant Church der sozialen Not zu begegnen, auf die sie in ihrer Arbeit trifft.
Den Anfang machte das Gesundheitsprogramm in Solapur 1948. 1967 entstand der Solapur Well Service, eine Organisation, deren Ziel die Errichtung von Brunnen und die Fertigung von Handpumpen ist. 1981 wurde die St. Luke's Medical Society gegründet, die die wachsende Gesundheitsarbeit der Kirche koordinieren sollte. Die Gesellschaft unterhält ein Krankenhaus in Nannaj im Bundesstaat Maharashtra und eines in Aurad im Bundesstaat Karnataka.
In den Jahren 2002/2003 wurde die Entwicklungshilfeorganisation Covenant Social Service (CSS) entwickelt, die mit einem ganzheitlichen Ansatz für Evangelisation, Alphabetisierung, medizinische Versorgung und Sozialarbeit vor allem in Slums und Dörfern sorgt.

## Partnerschaften
Die Hindustani Covenant Church gehört folgenden nationalen bzw. internationalen Organisationen an:
- National Council of Churches in India (NCCI)
- Christian Conference of Asia (CCA)
- Internationaler Bund Freier Evangelischer Gemeinden (International Federation of Free Evangelical Churches, IFFEC).